# HMS Biter (1940)
HMS Biter (D97) – brytyjski lotniskowiec eskortowy typu Avenger z okresu II wojny światowej, po wojnie służył jako francuski lotniskowiec i transportowiec lotnictwa Dixmude do lat 60. Został przebudowany ze statku handlowego „Rio Parana”.

## Historia
Stępkę pod statek handlowy „Rio Parana” położono 28 grudnia 1939 roku w stoczni Sun Shipbuilding and Drydock Co w Chester (Pensylwania), w ramach kontraktu United States Maritime Commission „Hull Sun-60”. Statek zwodowano 18 grudnia rok później, a 20 maja 1941 roku został przejęty przez US Navy w celu przebudowy jednostki na lotniskowiec eskortowy (AVG-3/BAVG-3) w stoczni Atlantic Basin Iron Works w Nowym Jorku.
6 kwietnia 1942 roku okręt został oddany do służby, a 1 maja wcielony do Royal Navy. Pierwszą akcją lotniskowca pod brytyjską banderą była operacja Torch, w ramach której wraz z siostrzanym HMS „Dasher” osłaniał alianckie lądowanie w Afryce Północnej. Na pokładzie przenosił 12 samolotów Sea Hurricane IIB i IIC z 800 Naval Air Squadron. Wraz z HMS „Dasher”, lotniskowcem HMS „Furious”, pancernikiem HMS „Rodney” i pozostałymi okrętami eskorty, tworzył zespół wsparcia Centralnych Sił, których zadaniem było zajęcie rejonu Oranu. Podczas akcji samoloty z „Bitera” zestrzeliły cztery myśliwce Dewoitine D.520, tracąc jedną własną maszynę podczas przymusowego lądowania na pokładzie okrętu. Po walce lotniskowiec wraz z HMS „Dasher” powrócił na Wyspy Brytyjskie, gdzie przeszedł przegląd w stoczni w Dundee. Po katastrofie HMS „Dasher” zmodernizowano między innymi system dystrybucji paliwa.
Po naprawach lotniskowiec skierowano do osłony konwojów atlantyckich. Na pokładzie okrętu stacjonował dywizjon 811 Naval Air Squadron z 9 samolotami Fairey Swordfish i trzema Martletami. 23 kwietnia 1943 roku podczas eskortowania konwoju ONS-4 Swordfish z „Bitera” brał udział w zatopieniu U-203. 7 maja, podczas osłony konwoju HX-237, w wyniku złych warunków pogodowych „Biter” stracił dwa Martlety. 10 maja samoloty z lotniskowca ponownie brały udział w zatopieniu U-Boota, tym razem był to U-89. 11 maja 1943 U-230 zestrzelił Swordfisha z 811 dywizjonu. W owym czasie do akcji zaczęto wysyłać pary Swordfishów, co wiązało się ze zmianą taktyki U-Bootów, które otrzymały rozkaz bezwzględnego podejmowania walki z dwupłatowcami. 16 listopada 1943 roku lotniskowiec został uszkodzony przez wybuch przenoszonego przez Swordfisha uzbrojenia (samolot przymusowo wodował niedaleko burty okrętu i eksplodował). Uszkodzenia okazały się być niegroźne dla jednostki i okręt kontynuował akcję pozostając w linii aż do sierpnia 1944 roku.
21 sierpnia został przeniesiony do rezerwy, a trzy dni później na jego pokładzie wybuchł pożar. 9 kwietnia 1945 roku lotniskowiec został zwrócony US Navy. W tym samym roku jednostkę przekazano francuskiej marynarce wojennej, gdzie otrzymała nazwę „Dixmude”. W 1947 roku wspierał francuskie siły walczące w Indochinach Francuskich; operowały z niego bombowce Douglas SBD Dauntless. W związku z małą wartością bojową, od 1949 do 1960 roku został przesunięty do roli transportowca lotniczego. Dostarczał samoloty m.in. do Indochin. Następnie wykorzystywany był jako hulk. W 1966 roku okręt powrócił do Stanów Zjednoczonych, gdzie został zatopiony jako okręt-cel.